# Letterboxd
Letterboxd es una red social, en formato aplicación para Android e iOS, que pretende ser una plataforma de intercambio de gustos y opiniones entre personas amantes del cine y las películas. Esta plataforma fue cofundada por Matthew Buchanan y Karl von Randow el 1 de octubre de 2011 y su sede se encuentra actualmente en Auckland, Nueva Zelanda. Actualmente cuenta aproximadamente con de 11 a 50 miembros trabajadores en la plataforma. Esta plataforma se ha llegado a describir como "El GoodReads de las películas".
A través de esta plataforma, los miembros pueden ofrecer y guardar críticas de cine, guardar sus películas favoritas en sus perfiles, puntuar y etiquetar películas una vez las hayan visto y mantener el registro de qué películas han visto en el pasado. Además, los usuarios pueden ver lo que sus amigos están viendo y de esta forma descubrir nuevas películas, géneros, repartos o temáticas que podrían ser de su interés.

## Objetivos
Entre los objetivos de esta plataforma se encuentran los siguientes:
- Observar las películas, tráileres, obras artísticas, detalles del elenco, estudios o géneros más populares o con mejores puntuaciones.
- Visualizar y acceder a listas y críticas creadas por los usuarios.
- Leer y publicar comentarios en listas y críticas de cine.
- Buscar películas, listas, miembros del elenco, críticas...etc.
- Registrarse para crear críticas de películas y editar entradas pasadas.
- Crear una lista de películas pendientes por ver
- Acceder y observar perfiles de miembros de la plataforma y filmografías de profesionales del sector (Miembros del elenco).
- Seguir a otros miembros de la plataforma.
- Listas la creación y edición de artículos.[3]

## Aplicaciones
Apple
Para Apple se utiliza a través de iOS como aplicación para iPhone o iPad, así como una versión tvOS para Apple TV.
Android
También ofrece una versión para Android a la cual los usuarios pueden acceder a través de Google Play Store.

## Historia
En 1991, dada la cantidad de información disponible en Internet, Matthew Buchanan solía descargarse los datos de las películas de Usener (Eran textos de 800KB que encontraba a partir de un editor de comando) Creada por Colin Needham, comenzó a convertirse en la Base de Datos de Películas de Internet.

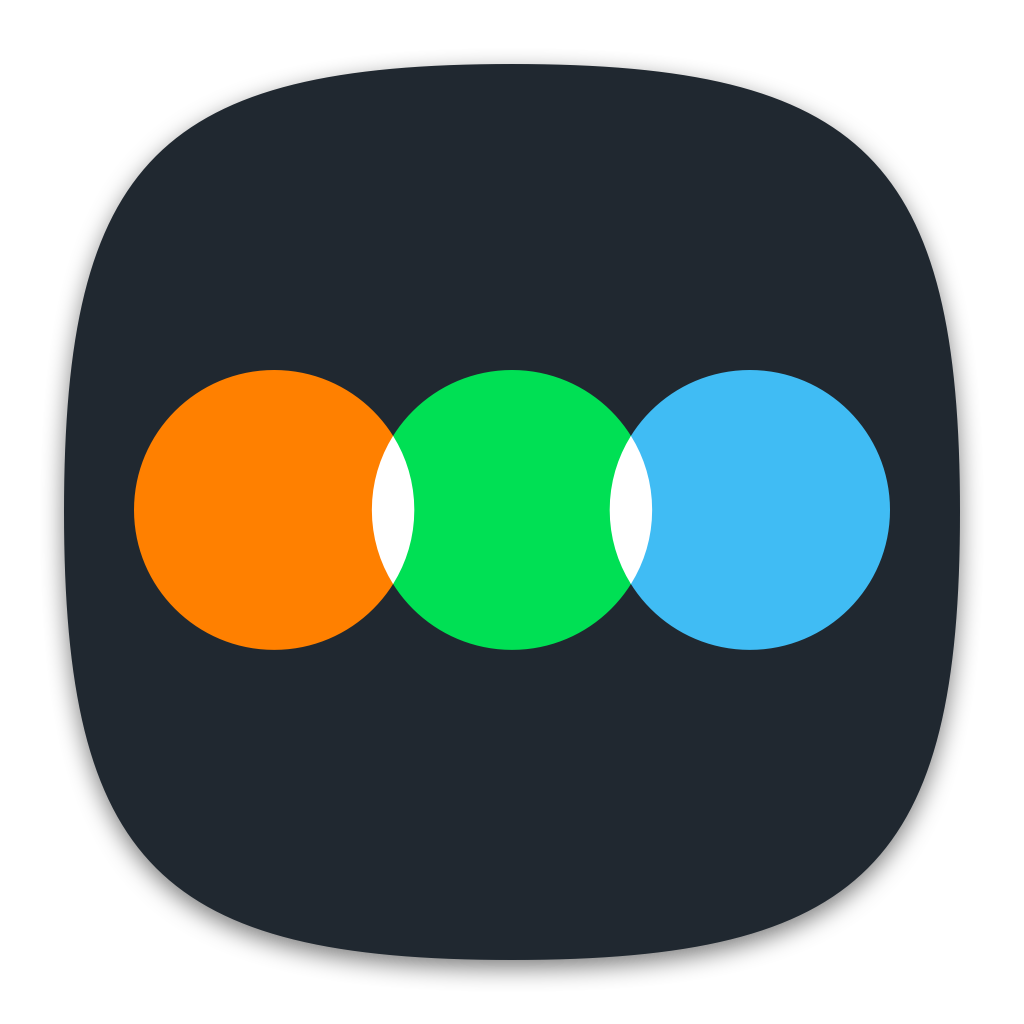
Logotipo de la aplicación de Letterboxd

Diez años después, interesado por el diseño y cine se concentró en la aplicación que Mac ofrecía llamada Delicious Library. Cuando Wil Shipley sugirió que una segunda versión de esta plataforma incluiría un componente en línea Buchanan esperaba que el valor estético de la plataforma estuviese conectado de alguna forma con un mecanismo de red social. Cuando esta versión fue renovada con una facilidad para exportar las películas Buchacan comenzó a plantearse la plataforma relacionada con películas que a la vez fuese red social que le gustaría crear.
Estuvo dando forma a esta idea durante unos años estuvo aplazando esta idea, centrándose en ella cada 6 meses más o menos, buscando crear y ofrecer un nuevo diseño. En ese momento había centrado sus ideas principales en tres campos: Un diario de cine, la posibilidad de compartir opiniones utilizando un modelo de seguimiento entre usuarios, la posibilidad de crear y compartir listas.
Desde 2001 había co-poseído un pequeño estudio de diseño y desarrollo en Auckland y, tras compartir la idea de Letterboxd con su compañero y equipo, decidieron comenzar a construirla en ese mismo local, dándose 6 meses para crear una oferta beta inicial. Dado el elevado coste anual que supone la utilización de los datos de IMDb decidieron utilizar la alternativa de The Movie Database (TMDb).
En octubre de 2011, un mes después de buenas y malas decisiones y de haber enseñado la plataforma a familia y amigos, Buchanan presentó un cortometraje y repartió códigos promocionales en Brooklyn Beta. La respuesta recibida fue muy positiva y los registros a la plataforma aumentaron con creces a lo largo de las siguientes semanas, alcanzando 17.000 visitas en los primeros seis meses. La transición de público a privado se hizo el 24 de abril de 2012.
Un año después la plataforma ya había escrito alrededor de 20 millones de críticas, habían sido citados por el L.A. Times y esperaban hacer grandes cosas para el año siguiente.
El 8 de febrero de 2013 dejó de ser una plataforma abierta únicamente a personas invitadas y se abrió al público. La plataforma distingue entre los miembros gratuitos y los miembros de pago, los cuales son ofrecidos múltiples funciones de personalización de contenido.

## Aspectos técnicos
Cualquier persona que acceda a la plataforma, independientemente de está o no suscrita, puede leer el contenido publicado por esta. No obstante, para participar es necesario tener una cuenta en la plataforma. Todos los miembros pueden puntuar películas, crear críticas y etiquetarlas con palabras clave. También pueden mantener y crear listas de películas que hayan visto o que quieran ver e interactuar con otros miembros de la plataforma. En función de si la actividad es pagada o gratuita las características varían.

## Base de datos
Los datos ofrecidos en la plataforma están obtenidos de The Movie Database:
- Web.
- Actor/Actriz.
- Director/a.
- Nombres del elenco.
- Sinopsis.
- Fecha de estreno.
- Tráiler.
- Póster.

Esta base de datos tiene un software de código abierto.